# 8034 Akka
8034 Akka è un asteroide near-Earth. Scoperto nel 1992, presenta un'orbita caratterizzata da un semiasse maggiore pari a 1,8300418 au e da un'eccentricità di 0,4092154, inclinata di 2,02430° rispetto all'eclittica.
L'asteroide è dedicato all'omonima divinità delle mitologie ugro-finniche.